# Distrito electoral local 5 de Tabasco
El Distrito Electoral Local 5 de Tabasco es uno de los 21 Distritos Electorales en los que se encuentra dividido el territorio del estado de Tabasco. Su cabecera es la localidad de Frontera, en el municipio de Centla, Tabasco.
Desde la redistritación de 2016 está formado por 64 secciones electorales ubicadas en el municipio de Centla.

## Distritación actual

### Distritación electoral de 2016
El 30 de noviembre de 2016, el acuerdo del Consejo Estatal del Instituto de Electoral y de Participación Ciudadana de Tabasco determinó establecer la cabecera del Distrito Electoral Local 5 de Tabasco en la localidad de Frontera, en el municipio de Centla, Tabasco y conformarlo de la siguiente manera:
- Municipio de Centla: 64 secciones; de la 168 a la 231.

## Distritaciones anteriores

### Distritación electoral de 1996
La distritación electoral local de 1996 estableció el distrito en una parte del municipio del Centro y su  cabecera distrital en la parte sur de ese municipio.

### Distritación electoral de 2002
La redistritación de 2002 mantuvo el distrito en el municipio del Centro y la cabecera distrital en la parte sur del municipio, con las características idénticas a su anterior composición.

### Distritación electoral de 2011
El acuerdo del Consejo Estatal del Instituto de Electoral y de Participación Ciudadana de Tabasco (IEPCT) publicado en el Periódico Oficial del Estado de Tabasco, el 24 de noviembre de 2011 estableció que el Distrito Electoral Local 5 de Tabasco tuviera cabecera en la localidad de Frontera y cambió la ubicación geográfica del distrito por completo saliendo del municipio del Centro al municipio de Centla.

## Diputados por el distrito
| Diputado                                                          | Partido por el que fue electo (a)                                                                                          | Grupo Parlamentario                  | Legislatura       | Periodo                                         | Cabecera Distrital |
| ----------------------------------------------------------------- | --- | ------------------------------------ | ----------------- | ----------------------------------------------- | ------------------ |
| Evaristo Hernández Cruz                                           | Partido Revolucionario Institucional                                                                                       | Partido Revolucionario Institucional | LVI Legislatura   | 1 de enero de 1998 - 31 de diciembre de 2000    | Centro Sur         |
| Amalín Yabur Elias                                                | Partido Revolucionario Institucional                                                                                       | Partido Revolucionario Institucional | LVII Legislatura  | 1 de enero de 2001 - 31 de diciembre de 2003    | Centro Sur         |
| Luis Felipe Graham Zapata                                         | Coalición Alianza para Todos Partido Revolucionario Institucional Partido Verde Ecologista de México                       | Partido Revolucionario Institucional | LVIII Legislatura | 1 de enero de 2004 - 31 de diciembre de 2006    | Centro Sur         |
| José del Carmen Escayola Camacho                                  | Partido Revolucionario Institucional                                                                                       | Partido Revolucionario Institucional | LIX Legislatura   | 1 de enero de 2007 - 31 de diciembre de 2009    | Centro Sur         |
| José Dolores Espinoza May                                         | Candidatura Común Partido Revolucionario Institucional Partido Nueva Alianza                                               | Partido Revolucionario Institucional | LX Legislatura    | 1 de enero de 2010 - 31 de diciembre de 2012    | Centro Sur         |
| Olegario Montalvo Navarrete                                       | Coalición Movimiento Progresista por Tabasco Partido de la Revolución Democrática Partido del Trabajo Movimiento Ciudadano | Partido de la Revolución Democrática | LXI Legislatura   | 1 de enero de 2013 - 31 de diciembre de 2015    | Centla             |
| Saúl Armando Rodríguez Rodríguez                                  | Candidatura Común Partido de la Revolución Democrática Partido Nueva Alianza                                               | Partido de la Revolución Democrática | LXII Legislatura  | 1 de enero de 2016 - 4 de septiembre de 2018    | Centla             |
| Manuel Antonio Gordillo Bonfil                                    | Candidatura Común Movimiento Regeneración Nacional Partido del Trabajo                                                     | Movimiento Regeneración Nacional     | LXIII Legislatura | 5 de septiembre de 2018 - 10 de octubre de 2020 | Centla             |
| Roberto Vázquez Alejandro Suplió a Manuel Antonio Gordillo Bonfil | Candidatura Común Movimiento Regeneración Nacional Partido del Trabajo                                                     | Movimiento Regeneración Nacional     | LXIII Legislatura | 21 de octubre de 2020 - 4 de septiembre de 2021 | Centla             |
| Isabel Yazmín Orueta Hernández                                    | Movimiento Regeneración Nacional                                                                                           | Movimiento Regeneración Nacional     | LXIV Legislatura  | Por iniciar                                     | Centla             |